# Palpada florea
Palpada florea är en tvåvingeart som först beskrevs av Hull 1925.  Palpada florea ingår i släktet Palpada och familjen blomflugor. Inga underarter finns listade i Catalogue of Life.